# 中英聯合聲明
《中華人民共和國政府和大不列顛及北愛爾蘭聯合王國政府關於香港問題的聯合聲明》，簡稱《中英聯合聲明》（Sino-British Joint Declaration），是中華人民共和國政府與英國政府對香港前途問題發表的聯合外交聲明，於1984年12月19日由中國國務院總理趙紫陽與英國首相戴卓爾夫人作為兩國政府首腦在北京簽訂。聯合聲明在1984年被簽署後，正式開始至2000年1月1日的15年過渡時期，亦象徵1842年大清割讓香港以來的英屬香港時期步入尾聲。中英兩國把聯合聲明存放在聯合國保存登記和公佈。
聯合聲明指出：「收回香港地區（包括香港島、九龍【九龍半島】和『新界』）是全中國人民的共同願望，中華人民共和國政府決定於1997年7月1日對香港恢復行使主權。聯合王國政府於1997年7月1日將香港交還給中華人民共和國。」
聲明也列出了中華人民共和國對香港的基本方針，在「一國兩制」的原則下，中華人民共和國政府會確保其社會主義制度不會在香港特別行政區實行，香港本身的資本主義制度和生活方式維持「五十年不變」，保障人身、言論、出版、集會、結社、旅行、遷徙、通信、罷工、選擇職業和學術研究以及宗教信仰等各項權利和自由。這些基本政策，後來都由《香港特別行政區基本法》加以規定，香港特區政府在1997年7月1日成立後曾多次強調堅決貫徹落實《中英聯合聲明》，並切實遵守「一國兩制」的原則。但在人大釋法並修改相關基本法附件後，對此中華人民共和國政府聲稱，因《中英聯合聲明》已經執行完畢，聯合聯絡小組解散後，目前僅由中央繼續全權執行「一國兩制」方針，引發對《中英聯合聲明》有效性的討論與爭議。

## 背景

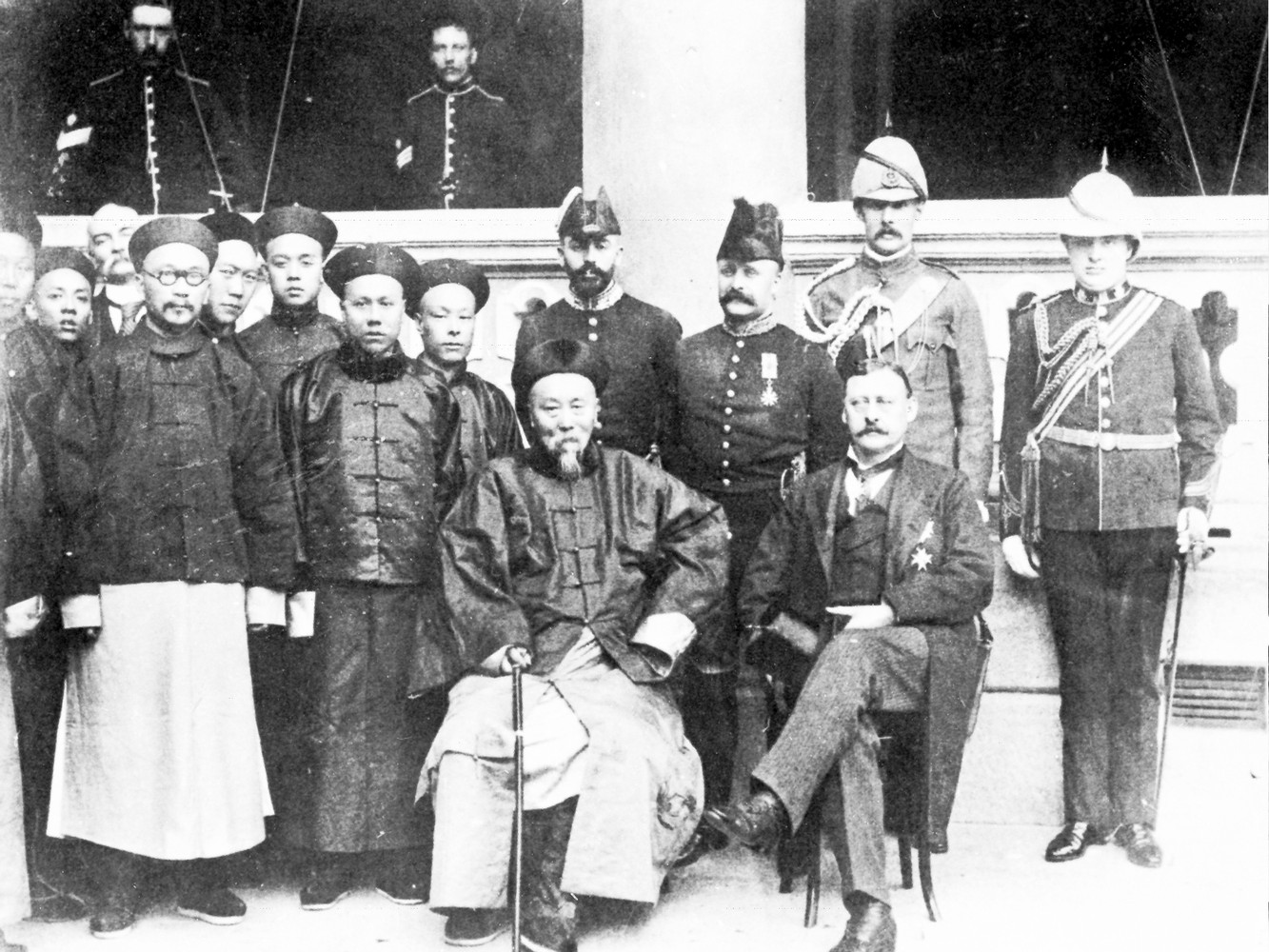
租借香港新界予英國的條約由李鴻章簽字，攝於1900年1月15日，兩廣總督李鴻章船經香港與香港總督卜力合影

香港自秦朝起至清朝長期由中原王朝統治。公元前219-214年，一统中原后的秦国继续扩张，强征50万壮丁南下入侵百越之地，在占领番禺后設立南海郡統轄香港地區。公元前203年，驻屯当地的将领赵佗以番禺为都城在岭南地区建立南越国。公元前112年秋，汉武帝遣罪犯和水兵共10万军队入侵岭南，次年南越国亡国，香港也落入中原王朝之手。在明朝时，香港及广东东莞、宝安、深圳一带盛产莞香，此香香味奇特，颇受人们的喜爱，故而远销江浙，饮誉全国。由于当时贩香商人们一般都是在港岛北岸石排湾港将莞香船运往广州或江浙等省，所以人们将这个港口称为香港，意为贩香运香之港，将港口旁边的村庄，称为香港村。香港自明朝起即為周邊著名港口，早在1780年的地圖上有標註，並非「荒蕪、不衛生、無價值」之處，當初英國人也因此處有香料港口而從此登陸。1842年至1898年間，清政府在鴉片戰爭中失利，被迫先後三次割讓新安縣城城外50公里的香港島、九龍半島及租借新界予英國，合稱割讓香港。當初連英國人也埋怨香港「荒蕪、不衛生、無價值」，後來才發掘到它是優良港口。

## 談判歷程

### 1940-1960年代的早期嘗試
1943年第二次世界大戰、1949年國共內戰、1967年文化大革命時三屆中國政府（包括中华民国及中華人民共和國政府）均嘗試收回香港（或僅收回新界租借地，包括新九龍）。

### 談判緣起
香港市民在1979年前鮮有考慮香港前途問題，但香港政府卻不然。由於新界的《展拓香港界址專條》租約將在1997年6月30日屆滿，而1970年代香港籌劃多項基建，投資回本期往往跨越1997年，香港政府知道租契必須清晰才能籌集資金。1966-76年無產階級文化大革命令中國政局動荡，英屬香港政府一直等待時機交涉。1979年3月，香港總督麥理浩到北京向中國共產黨副主席兼國務院副總理鄧小平提出香港前途問題。
鄧小平於1970年代末首先提出「一國兩制」構思:4。官方說法是「對香港恢复行使主權」:v，或者「政權交接」:3。1982年9月24日，中國共產黨中央顧問委員會主任鄧小平會見撒切爾夫人；此前，中華人民共和國國務院總理趙紫陽同她舉行會談；中國領導人正式通知英方，中國政府決定在1997年收回整個香港地區，同時闡明中國收回香港後將採取特殊政策，包括設立香港特別行政區，由香港當地中國人管理，現行之社會、經濟制度和生活方式不變，等等；撒切爾夫人則堅持三個不平等條約仍然有效，提出如果中國同意英國1997年後繼續管治香港，英國可以考慮中國提出之主權要求；針對撒切爾夫人之言論，鄧小平會見她時作重要談話；雙方同意通過外交途徑商談解決香港問題:388。1982年9月24日，鄧小平會見英國首相撤切爾夫人時談話〈我們對香港問題的基本立場〉稱：“……關於主權問題，中國在這個問題上沒有回旋餘地。坦率地講，主權問題不是一個可以討論的問題。……”:12。

### 「沒有三腳櫈」：排除香港參與

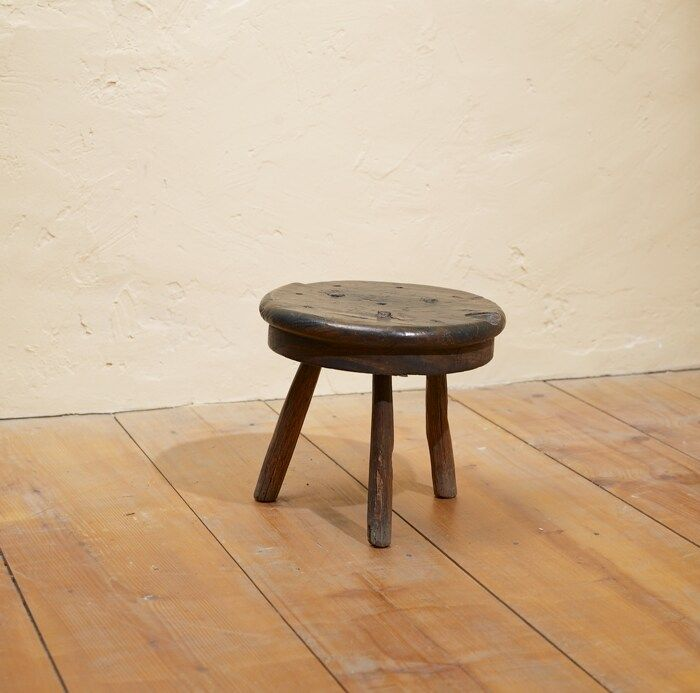
鄧小平用「三腳櫈」比喻談判是否應有香港參與

中方代表團堅持香港無權加入為「第三者」參與香港前途談判。1984年6月23日，鄧小平接見香港行政局議員鍾士元和鄧蓮如時，鄧小平公開指「只有兩腳櫈」（指中英雙方）、「沒有三腳櫈」、「歡迎你們以個人的身分到北京來」，由此「三腳櫈」的比喻流傳。香港行政局局員甚為不快，鍾士元以包辦婚姻比喻，指當天鄧小平說「無論如何都是中英兩國之間的事。所謂三腳櫈不存在，只有兩腳櫈，香港不應插嘴。當時我暗想，那不是等於盲婚嗎？男女雙方父母討論婚姻事宜，香港就無權參與，但又不敢說出來反駁」，同為香港行政局局員的李鵬飛在2001年指「說中英兩國是兩腳櫈......好像港人前途與港人無關似的」。據中方團長周南等人的回憶錄，中方假定香港政界若參與談判，將一邊倒支持英方立場形成「以華制華」；而鄧小平亦指控香港行政局局員挟持「香港民意」之名，實則只反映一己之見:58-61又由於中方代表團沒邀請香港同胞加入，香港同胞只能加入英國代表團成員，1983年7月中方曾以「不在英國代表團名單」為由拒絕了香港新聞處處長曹廣榮的大陸簽證。1984年1月中英各自撤換談判團團長，並達成初步共識，並傳出消息。儘管香港立法局官方文件寫明白「香港本身在談判中並無地位」，仍希望協議簽署前舉行沒有法律約束力的辯論，由此首席非官守議員羅保在3月14日動議，「任何有關香港前途的建議，在未達成最後協議之前，必須在本局辯論」（後稱「羅保動議」）動議通過。此舉遭中方猛烈抨擊是「節外生枝」、英國背後搞的小動作。
由於當時香港在第六届全国人民代表大会常务委员会沒有席位，香港沒能旁聽或列席中方的審議過程。1984年5月15日中華人民共和國國務院總理趙紫陽在第六届全国人民代表大会二次会议上的《1984年政府工作报告》簡短匯報了談判進展和談判方針。1984年9月16日兩國對聲明草簽並公開全文，11月6日國務委員兼外交部部長吳學謙在全國人大六屆常委八次會議上匯報《关于中英关于香港问题协议文件的报告》，11月14日獲全国人大常委審議全票通過。另一邊廂，按英國法律，國際條約由英國政府全權主理而無須英國國會審議，英國國會在1984年加開數場沒有審議效力的官員答問會，1984年5月香港行政局議員和香港立法局議員赴英國旁聽，但答問會本質上無礙大局。

### 香港市民態度
1982年3月的電話民意調查《1982 Future of HK Poll》訪問982受訪者對香港前途的希望結果（preferred outcome）和預計將發生結果（probable outcome），以希望而言，1982年3月的香港人70%希望香港維持現狀，15%希望成為「託管地」，希望中國收回香港有4%；以預計將發生以言，1982年3月的香港人43%認為香港將維持現狀，33%認為香港將成為「託管地」，6%認為中國將能收回香港。此民意調查長期不為人知，至2014年在香港大學圖書館被發掘，引起一波分析和引用的熱潮，其中最有名為2017年香港中學文憑考試（俗稱「DSE」）歷史科考卷的題目。
1980年代任《香港文匯報》副總編輯的程翔在2018年著書指「大部分人以『心裏不願，嘴裏不講』的態度來面對『回歸』，有能力的都移民作為政治保險；即使基於民族主義而支持『回歸』的大學生，也提出有條件的回歸——在民主的基礎上回歸。」
中英談判期間，香港市民對經濟局勢出現信心危機，觸發1982年9月恆隆銀行擠提事件、1983年9月香港搶米風潮，局勢趨穩定始於1983年10月香港政府推出香港聯繫匯率制度，但仍出現香港移民潮。1984年末，無綫電視的《八四年香港大事回顧》指「對於香港人來講，無論是否同意中英對於香港的安排，八四年總算能給他們一個明確答案」。

### 「主權換治權」之辯

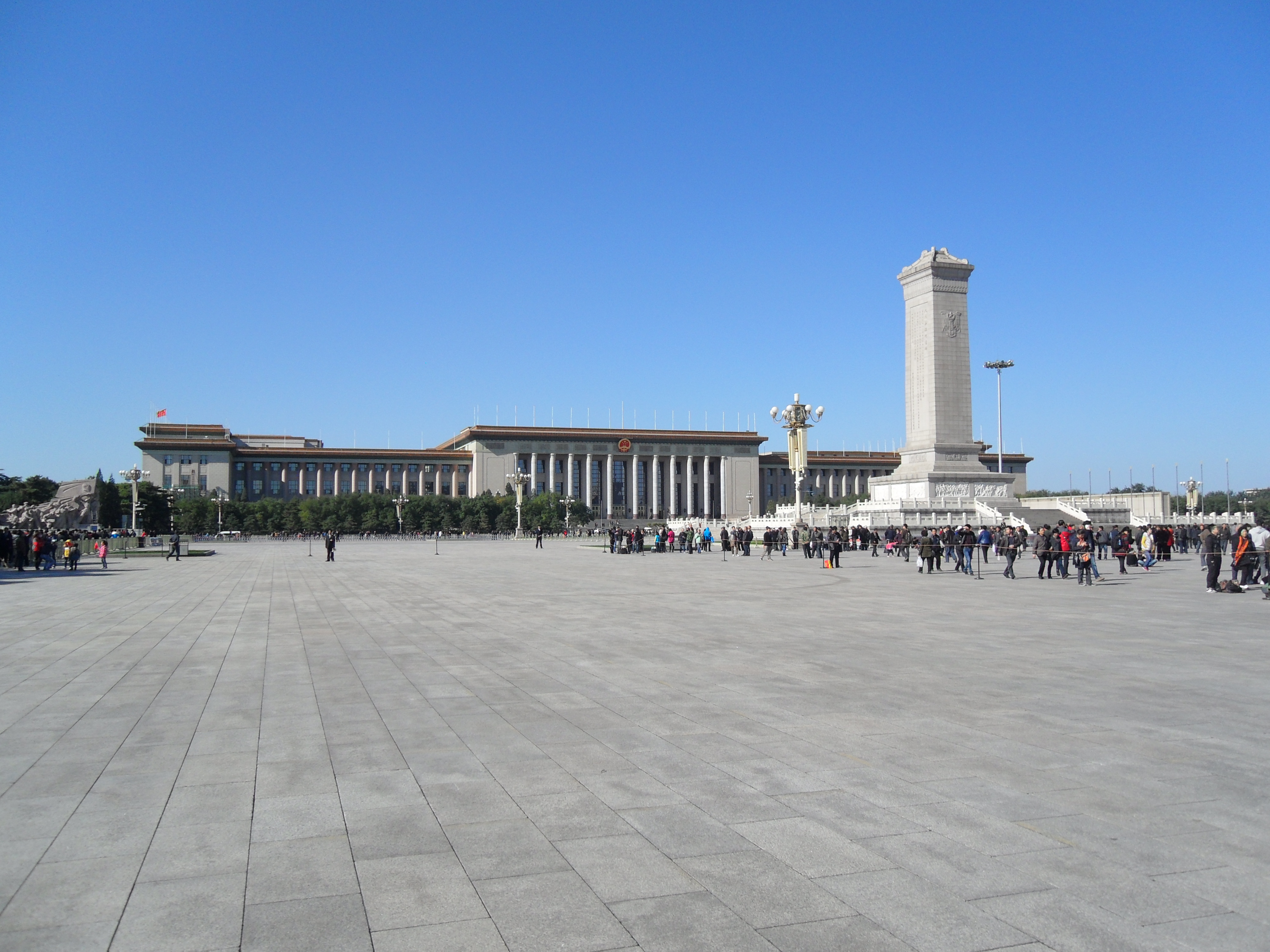
北京人民大會堂

1982年9月24日，鄧小平會見撒切爾夫人，申明收回香港主權的決定和一國兩制的構想；撒切爾夫人則堅持割讓香港的三個條約仍然有效，提出如果中國同意英國1997年後繼續管治香港，英國可以考慮中國提出之主權要求:388:117。在記者會上，撒切爾夫人指出所有國家都須要尊重國際條約，否則任何談判皆無法進行:221。隨後，撒切爾夫人訪問香港，并重申三條條約的合法性，並指出所有國家都須要尊重國際條約，否則任何談判皆無法進行。其後，英方提出「以主權換治權」，名義上承認中國擁有香港的主權，以換取英國管治香港的權利。英方未放棄「以主權換治權」的構想，中方則堅持主權治權不可分開。此後半年裡，由於英方在香港主權問題上立場不變，雙方磋商沒有進展；1983年3月撒切爾夫人寫信給中國總理趙紫陽，保證她準備在某個階段向英國國會建議使整個香港主權回歸中國；4月趙紫陽覆信，表示中國政府同意盡快舉行正式談判:388。
傳統英國資金（英資）的商業力量，如香港上海匯豐銀行、怡和洋行，亦曾參與游說工作。1983年5月，香港新華社組織商界青年領袖包括李鵬飛，組成「青年才俊團」前往北京。其中一些成員提出有關建議，但遭鄧小平否定:47-48,54-55。1983年英國大選，撒切爾夫人領導保守黨乘福克蘭戰爭之勢勝出，繼續執政。
1983年7月12日至7月13日中英雙方政府代表團舉行第一輪會談，由於英方仍然堅持1997年後英國繼續管治香港，直至第四輪會談毫無進展:388。中方團長為中國外交部副部長姚廣，英方團長則是英國駐華大使柯利達爵士，香港總督尤德爵士亦以英方成員身份參加談判。英方提出「以主權換治權」，英國放棄對香港島和九龍半島的主權，以租借方式繼續管治香港，中方堅持主權治權不可分開。。7月25日－7月26日，談判繼續，但新聞公報只說「有益」，但「有建設性」的字眼欠奉:125。中英雙方其後在8月2日至8月3日、9月22日至9月23日分別進行第三、四輪談判，兩次會談的新聞公報只表示「進行了一次會談」，沒有「有益，有建設性」的字眼，顯示雙方未能達成共識之餘，期間更傳出談判破裂的消息，觸發香港市民及投資者對前途的憂慮:75-76。
1983年9月鄧小平會見訪華的前英國首相希思時說，英國想用主權換治權是行不通的，勸告英方改變態度，以免出現到1984年9月中國不得不單方面公布解決香港問題方針政策之局面:388。該月香港的經濟恐慌被中方解讀為英國幕後操縱的「經濟牌」（見本條目#香港市民態度段）。

### 英方讓步，雙方達成共識
1983年10月英國首相撒切爾夫人致函，雙方可在中國建議之基礎上探討香港之持久性安排。第五、六輪會談中，英方確認不再堅持英國管治，也不謀求任何形式之共管:388。1984年1月25日至1月26日舉行的第八輪談判，中英雙方各自更換團長，中方由外交部部長助理周南擔任，英方則由伊文思爵士擔任團長，並兼任駐華大使職務。從1984年4月第十二輪會談後，雙方轉入討論過渡時期香港之安排和有關政權移交事項:389。4月英外交大臣杰弗里·豪訪華，鄧小平會見他時說，在過渡時期內有很多事情要做，沒有一個機構怎麼行:389？表示可以考慮這個小組設在香港而輪流在香港、北京、倫敦開會；豪表示同意雙方在此基礎上討論；但在此後3個多月會談中，英方仍反對在香港設立聯合小組，使談判陷入僵局:389。4月18日，英外交大臣杰弗里·豪與鄧小平會談兩小時，後從北京去香港，第一次公開承認政治上敏感的香港人早就明白的事情：「想達成一個能讓英國在1997年後繼續治理香港的協議是不現實的。」:458
鄧小平構思的中英聯合聲明包含了「一國兩制」、「港人治港」、「高度自治」元素，:4，希望此為澳門回歸和台灣問題的模板。1984年6月22日、23日，鄧小平分別會見香港工商界訪京團和香港行政局議員鍾士元等談話〈一個國家，兩種制度〉稱：「中國政府為解決香港問題所採取的立場、方針、政策是堅定不移的。我們多次講過，我國政府在一九九七年恢復行使對香港的主權後，香港現行的社會、經濟制度不變，法律基本不變，生活方式不變，香港自由港的地位和國際貿易、金融中心的地位也不變，香港可以繼續同其他國家和地區保持和發展經濟關係。我們還多次講過，北京除了派軍隊以外，不向香港特區政府派出幹部，這也是不會改變的。我們派軍隊是為了維護國家的安全，而不是去干預香港的內部事務。我們對香港的政策五十年不變，我們說這個話是算數的。我們的政策是實行『一個國家，兩種制度』，具體說，就是在中華人民共和國內，十億人口的大陸實行社會主義制度，香港、台灣實行資本主義制度。......所謂香港人沒有信心，這不是香港人的真正意見。目前中英談判的內容還沒有公布，很多香港人對中央政府的政策不了解，他們一旦真正了解了，是會完全有信心的。......未來香港特區政府的主要成分是愛國者......愛國者的標準是，尊重自己民族，誠心誠意擁護祖國恢復行使對香港的主權，不損害香港的繁榮和穩定。只要具備這些條件，不管他們相信資本主義，還是相信封建主義，甚至相信奴隸主義，都是愛國者。我們不要求他們都贊成中國的社會主義制度，只要求他們愛祖國，愛香港。......」:58-61
中英通過談判確定，中國收回香港、恢復行使主權，在協議中必須有明確表述；英方不接受中方對香港恢復行使主權之提法，先後提出之草案都具有三個不平等條約有效之含意，中方堅決不能接受:389。最後雙方同意用《聯合聲明》之形式，採用以下表述方式，即中國政府聲明：「中華人民共和國政府決定於一九九七年七月一日對香港恢復行使主權。」:389英國政府聲明：「聯合王國政府於一九九七年七月一日將香港交還給中華人民共和國。」:389-390這樣解決主權歸屬問題之表述:390。
1984年7月英外交大臣再次訪華，中方表示如果英方同意設立聯合小組並以香港為常駐地；該小組進駐香港之時間以及1997年後是否繼續存在一段時間都可以商量；最後雙方商定，設立聯合聯絡小組，小組於1988年7月1日進駐香港，2000年1月1日撤銷:389。7月31日，鄧小平會見杰弗里·豪時談話〈我們非常關注香港的過渡時期〉稱：「......根據香港和台灣的歷史和實際情況，不保證香港和台灣繼續實行資本主義制度，就不能保持它們的繁榮和穩定，也不能和平解決祖國統一問題。......」:67
1984年8月1日，杰弗里·豪在香港舉行記者會，透露協議的十項主要條款。此後，雙方代表團舉行三輪會談，討論國籍、民航、土地等幾個政策性和技術性較複雜之具體問題，並對協議之文字措辭反覆磋商；1984年9月18日雙方就全部問題達成協議，並對協議的文字措辭反覆磋商，並於9月26日草簽《中英聯合聲明》和三個附件:390。草案在北京人民大會堂，由周南及伊文思代表簽署。至此，為時兩年之中英兩國政府關於香港問題之談判圓滿結束:390。至草案簽署為止，雙方共進行22次談判。10月3日，鄧小平會見港澳同胞國慶觀禮團時談話〈保持香港的繁榮和穩定〉稱：「......現在有些人就是擔心我們這些人不在了，政策會變。感謝大家對我們這些老頭子的信任。今天我要告訴大家，我們的政策不會變，誰也變不了。因為這些政策見效、對頭，人民都擁護。既然是人民擁護，誰要變人民就會反對。聯合聲明確定的內容肯定是不會變的。我們中央政府、中共中央即使在過去的動亂年代，在國際上說話也是算數的。講信義是我們民族的傳統，不是我們這一代才有的。這也體現出我們古老大國的風度，泱泱大國嘛。......再說變也並不都是壞事，有的變是好事，問題是變什麼。中國收回香港不就是一種變嗎？所以不要籠統地說怕變。如果有什麼要變，一定是變得更好，更有利於香港的繁榮和發展，而不會損害香港人的利益。這種變是值得大家歡迎的。如果有人說什麼都不變，你們不要相信。我們總不能講香港資本主義制度下的所有方式都是完美無缺的吧？即使資本主義發達國家之間相互比較起來也各有優缺點。把香港引導到更健康的方面，不也是變嗎？
「......再一個是有些人擔心干預。不能籠統地擔心干預，有些干預是必要的。要看這些干預是有利於香港人的利益，有利於香港的繁榮和穩定，還是損害香港人的利益，損害香港的繁榮和穩定。現在看起來，香港從現在到一九九七年會有秩序地度過十三年，十三年之后，會有秩序地度過五十年。這我是有信心的。但切不要以為沒有破壞力量。這種破壞力量可能來自這個方面，也可能來自那個方面。如果發生動亂，中央政府就要加以干預。由亂變治，這樣的干預應該歡迎還是應該拒絕？應該歡迎。所以事物都要加以具體分析。
「......有人說怕亂。亂就得干預，不只中央政府要干預，香港人也要干預。總會有人搗亂的，但決不要使他們成氣候。......我講過中國有權在香港駐軍。我說，除了在香港駐軍外，中國還有什麼能夠體現對香港行使主權呢？在香港駐軍還有一個作用，可以防止動亂。那些想搞動亂的人，知道香港有中國軍隊，他就要考慮。即使有了動亂，也能及時解決。......某種動亂的因素，搗亂的因素，不安定的因素，是會有的。老實說，這樣的因素不會來自北京，卻不能排除存在於香港內部，也不能排除來自某種國際力量。......一九九七年以後，台灣在香港的機構仍然可以存在，他們可以宣傳『三民主義』，也可以罵共產黨，我們不怕他們罵，共產黨是罵不倒的。但是在行動上要注意不能在香港制造混亂，不能搞「兩個中國」。」:72-76

### 中華民國聲稱擁有香港主權
1949年，两岸分治后，中華民國政府仍主张其拥有完整的中国主权。1983-84年英國與中華人民共和國談判時，1983年10月7日，行政院院長孫運璿在答覆立法委員徐亨、張寬、湯煥暉質詢時，聲稱香港是滿清割讓，而中華民國推翻滿清，繼承滿清法統，任何涉及香港問題時須以中華民國為談判對象，英國與中共當局一切有關香港的談判及協議，中華民國一概不承認。
1997年6月27日，即香港移交前三日，中華民國外交部部長章孝嚴和國立故宮博物院院長秦孝儀召開關於《中英南京條約》特展的記者會，強調《南京條約》《北京條約》和《展拓香港界址專條》的唯一正本在台北，北京擁有的《南京條約》只是清廷欽差大臣耆英和英方全權代表砵甸乍所簽署的副本，因此中華民國才是香港主權的合法擁有者；時任中華民國總統的李登輝亦發表相同說法。同月，中華民國政府發表《中華民國政府對『九七』香港情勢的立場與政策說帖》指「英國政府依規定將九龍租借地，連同依其他不平等條約取得之香港及九龍割讓地交還中華民族。對此一結果，中華民國政府表示欣慰」。

## 法律效力
在戴卓爾夫人去信美國列根總統，遊說其支持英國在《聲明》上的立場時，強調過這份文件是「具國際約束力的協議」（internationally binding agreement）。倫敦在游說華府時亦引用字眼，指出這份文件是經過英國國會辯論審議、簽署，再由英女皇伊利沙伯二世御准，強調「具有國際法中的完整法律效力」（will make the Agreement carry the full legal force of International Law）。
而英国法律專家马丁·迪纳姆认为，就中方如果威脅撕毀聲明的情況，該文件有四點已確立的法律原則：
1. 條約是具約束力的，「約是立來遵守的」（Treaties are made to be kept），雙方必須誠實履行；
2. 而《聯合聲明》是沒有終止規定的，沒辦法單方面終止；
3. 若違約者出現重大違約（material breach），才可觸發另一方終止履行及懸置條約；
4. 不合法推翻條約（unlawful repudiation），會導致對方不須再履行條文的責任，亦會讓受損一方有權要求賠償（reparations）。

在1989年學運後7月下議院辯論中有議員指出，國際法院管轄權不能涵蓋中方違反聲明協議的行為，舉例稱如尼加拉瓜訴美國案和伊朗人質危機所反映的那樣，法院缺乏救濟手段因其沒有可施行的制裁措施，稱英國無法強制執行聯合聲明，而中國方面可以破壞它如西藏情況那樣，當中國擁有主權時他們可能不會遵守對內協議。

### 失效時的緊急應變方案
英國在八九六四前後，根據當時北京政府在事件中對其人民保持殘酷的姿態，有所關注移交香港主權前後，新宗主會對其居民做出同樣對待的可能，即出現嚴重政局變動，或中國當局干預香港，引發港人恐慌、局勢混亂時出現人道災難等。在推想一旦香港市民判斷聲明失效，認為中國加強干預香港、貪腐情況加劇，或中國在香港邊境突然部署軍隊，或是宣佈緊急狀態，令香港市民不再對聲明保障的遷徙自由有信心，英國需要積極行動為聯合聲明失效時作出補救：其於1989年5月至11月有所制訂名為「香港：末日情景」計劃（Hong Kong: The Armageddon Scenario）的預備方案，設計於九七主權移交前後分為綠、黃、紅三級應變計劃，必要時會撤走數百萬香港居民。該撤離計劃當時被列為政府最高機密，在2017年英國官員檢視後建議繼續封存。大部分文件於2025年7月被英國國家檔案館解密。
2025年8月6日，英前駐港總領事在訪問披露，在2019年期間，英國政府有考慮過大撤離。

## 签署
1984年9月26日，中英两国政府在北京草签关于香港问题的联合声明和三个附件。1984年12月19日，中英兩國在北京簽署關於香港問題的《中英聯合聲明》:4。中英兩國政府首腦在北京正式簽署關於香港問題之聯合聲明:390。中英联合声明在北京人民大会堂西大厅正式签署，现场聚集了百余名记者。中方代表为国务院总理赵紫阳、中共中央军委主席兼中顾委主任邓小平、国家主席李先念；英方代表首相戴卓爾夫人、外交大臣賀維和100余位香港各界人士等来宾相继步入会场。17时30分许，中華人民共和国国务院总理赵紫阳和英国首相撒切尔夫人分列大厅正方的长桌左右，邓小平、李先念等人则站在长桌后方。随后，赵紫阳和撒切尔夫人用在声明上签字盖章，然后二人起身微笑握手，交换文件，并再次握手。中英联合声明的签订，意味著英国將终结對香港的統治，中華人民共和國恢复对香港行使主权，並成立香港特別行政區。
签字结束后，赵紫阳和撒切尔夫人代表双方发表了讲话，高度评价中英两国通过和平谈判顺利地解决了香港问题。讲话结束后，全场气氛活跃。中共中央军委主席邓小平、中国国家主席李先念笑容满面地走到撒切尔夫人面前，举起香槟酒表示祝贺。与会的其他来宾也纷纷相互表示庆贺。1985年5月27日，兩國互換批准書，《聯合聲明》隨即生效:4。1985年6月12日，中英兩國政府將《聯合聲明》送交聯合國登記:4。1997年7月1日，中国按照《中英联合声明》确定的日期，正式接管香港。

## 評論
《聯合聲明》的簽署在英國引起了很大的爭議。曾經擔任工黨影子外交大臣的議員考夫曼（Sir Gerald Kaufman）出席下議院2014年12月就《聯合聲明》调查受阻的緊急辯論中表示，他有份出席1997年香港交接儀式，他認為那是「英國恥辱的一天」，因為英國「根本沒有義務把香港移交給中國......我堅信外交部的官員按照慣常的做法，總是討好同我們有重要貿易關係的外國政府，這樣就把民主擺到了次要位置」。
南京大學的學者在事後認為，屬於右翼保守黨的英國首相柴契爾夫人竟會同意中華人民共和國領導人鄧小平所提出的安排，不少人都意想不到。然而，很多評論指出，英國在談判桌上的立場處於弱勢。香港並非一個軍事上可防護的地方，再加上大部分的食物供應來自中國大陸的廣東省，在經濟上、乃至於雙方協定上，只移交新界給中國、保留香港島與界限街以南的九龍半島是不可行的。
亦有評論認為柴契爾夫人的退讓影響美英等國在冷戰中的形勢。1982年蘇共中央總書記勃列日涅夫發表了塔什干講話，對華示好。而在勃列日涅夫、安德列波夫、契爾年科連續三任蘇聯共產黨中央委員會總書記的葬禮上中華人民共和國都派了總理級代表團，顯示中蘇關係有破冰的跡象。而1983年大韓航空客機被蘇聯戰機擊落後，雖然中蘇之間仍有很多矛盾，但對美英等國來講，中蘇解凍會令冷戰格局朝向對西方不利的方向發展，尤其在1980年代初，社會主義陣營相對1962年古巴導彈危機後壯大了，多了貝寧人民共和國、安哥拉人民共和國、社会主义埃塞俄比亚、也門民主人民共和國、老挝人民民主共和国、柬埔寨人民共和国、阿富汗民主共和國、尼加拉瓜共和國、格林納達、剛果人民共和國、莫桑比克人民共和國等國家加入社會主義陣營，對華強硬會影響美國聯中抗蘇的戰略。
在1980年代初期，香港市民在不能預見前景的情況下，對房地產市場有可能崩潰的恐懼導致整個香港經濟因而受到拖累。在新界的土地租借爭拗也是一個問題。事實上，在1970年代晚期，中英就香港前途問題進行談判之時，最後商討的議題就是和土地與財產有關。
2013年4月8日，英国前首相撒切尔夫人逝世，央视新闻联播在报导英国前首相撒切尔夫人去世的相关背景史料时，配以中英联合声明签字仪式的画面。但作为官方媒体的央视删除了签字仪式中赵紫阳的镜头，使得画面中签字只有撒切尔夫人自己，更像是在签署一个英国政府单方面的文件。对此有评论讽刺为“撒切尔夫人独自签署中英联合声明”。
英國國會的檔案提到，由於《中英聯合聲明》及主權移交均未經香港住民自決並舉行公投，故導致一國兩制失敗及香港缺乏民主改革。對於中國當局在2017年聲稱「聯合聲明是不具現實意義的歷史文件」，並宣稱在《中英聯合聲明》確立的「五十年不變」條款，只是中國「單方面聲明」，所以英國政府無權檢視《中英聯合聲明》在香港的實施情況，有評論指出「英國政府於1997年7月1日將香港交還給中華人民共和國」也屬於英國「單方面聲明」，因此如將《中英聯合聲明》的條文全部當作「單方面聲明」及沒有國際法的約束力，那麼中國接管香港也缺乏法律基礎，因此「五十年不變」不是「單方面聲明」，而是中國政府在英國同意移交香港下於《中英聯合聲明》許下的承諾，並得到雙方簽署確認及上報聯合國作為國際法備案，中國需要對其在《中英聯合聲明》所作的承諾付諸實施。
中英兩國簽署確認的《中英聯合聲明》已向聯合國登記及生效（登記編號：23391），但是由于本条约涉及帝国主义时期的殖民地与反殖民问题，北京在此声明上的立场十分强硬，认为1997年香港回归之后，英国作为殖民地宗主国的义务已经履行完毕。随着中国人民解放军进驻香港和香港特区政府的成立，英国无立场也无权力继续干涉香港有关的任何问题，即该问题已经回归中国主权范围之内，由中華人民共和國政府和香港特别行政区政府依照《中华人民共和国宪法》和《香港特別行政區基本法》同时作为宪政基础行使主权。不过，台北方面照例对此发表与台海局势有关的评论。台灣報章的社論及學者許建榮等人均指出「九二共識」根本連文件都沒有；中國連白紙黑字登載在聯合國的《中英聯合聲明》都可毀棄，這份由兩個主權國簽訂的《聯合聲明》都被中國稱作沒有現實意義的歷史文件；台灣若然接受以「九二共識」為基礎與中國簽署任何協議，中國一旦要翻臉就可以宣稱「九二共識」是連歷史文件也沒有的。喬木反諷台灣方面也可以稱「九二共識作為歷史文件，不再具有任何現實意義。」而事實上，九二共識連個書面的文件都沒有。

## 實施情況

### 過渡期
簽訂《中英聯合聲明》之後，中英聯合聯絡小組按照《聲明》內的附件二成立。在《中英聯合聲明》中，中華人民共和國承諾香港現行的資本主義制度和生活方式維持「五十年不變」。可是，中英雙方就「現行」定義各持己見。中國認為「現行」指聲明簽署（1984年）時的狀態，即接收香港時（1997年）香港應該維持1984年的狀態保持不變。英國則認為香港由1984年起凍結直至主權移交，13年時間完全不發展並不可行。
《香港特別行政區基本法》是香港特別行政區憲制性法律文件，以法律形式把「一國兩制」概念規定下來；基本法起草委員會和基本法諮詢委員會於1985年成立，負責起草《基本法》，以及徵求公眾對《基本法》之意見:4。
1987年4月16日，鄧小平于〈會見香港特別行政區基本法起草委員會委員時的講話〉稱：「今天我想講講不變的問題。就是說，香港在一九九七年回到祖國以後五十年政策不變，包括我們寫的基本法，至少要管五十年。我還要說，五十年以後更沒有變的必要。香港的地位不變，對香港的政策不變，對澳門的政策也不變，對台灣的政策按照『一國兩制』方針解決統一問題後五十年也不變，我們對內開放和對外開放政策也不變。......第一條，需要政局穩定。為什麼我們對學生鬧事問題處理得這麼嚴肅，這麼迅速呢？因為中國不能再折騰，不能再動盪。一切要從大局出發。中國發展的條件，關鍵是要政局穩定。第二條，就是現行的政策不變。......講不變，應該考慮整個政策的總體、各個方面都不變，其中一個方面變了，都要影響其他方面。所以請各位向香港的朋友解釋這個道理。......要真正能做到五十年不變，五十年以後也不變，就要大陸這個社會主義制度不變。我們反對資產階級自由化，就是要保證中國的社會主義制度不變，保證整個政策不變，對內開放、對外開放的政策不變。......香港現在就不是實行英國的制度、美國的制度，這樣也過了一個半世紀了。現在如果完全照搬，比如搞三權分立，搞英美的議會制度，並以此來判斷是否民主，恐怕不適宜。......關於民主，我們大陸講社會主義民主，和資產階級民主的概念不同。西方的民主就是三權分立，多黨競選，等等。我們並不反對西方國家這樣搞，但是我們中國大陸不搞多黨競選，不搞三權分立、兩院制。我們實行的就是全國人民代表大會一院制，這最符合中國實際。如果政策正確，方向正確，這種體制益處很大，很有助於國家的興旺發達，避免很多牽扯。當然，如果政策搞錯了，不管你什麼院制也沒有用。對香港來說，普選就一定有利？我不相信。比如說，我過去也談過，將來香港當然是香港人來管理事務，這些人用普遍投票的方式來選舉行嗎？我們說，這些管理香港事務的人應該是愛祖國、愛香港的香港人，普選就一定能選出這樣的人來嗎？最近香港總督衛奕信講過，要循序漸進，我看這個看法比較實際。即使搞普選，也要有一個逐步的過渡，要一步一步來。我向一位外國客人講過，大陸在下個世紀，經過半個世紀以後可以實行普選。現在我們縣級以上實行的是間接選舉，縣級和縣以下的基層才是直接選舉。因為我們有十億人口，人民的文化素質也不夠，普遍實行直接選舉的條件不成熟。其實有些事情，在某些國家能實行的，不一定在其他國家也能實行。我們一定要切合實際，要根據自己的特點來決定自己的制度和管理方式。還有一個問題必須說明：切不要以為香港的事情全由香港人來管，中央一點都不管，就萬事大吉了。這是不行的，這種想法不實際。中央確實是不干預特別行政區的具體事務的，也不需要干預。但是，特別行政區是不是也會發生危害國家根本利益的事情呢？難道就不會出現嗎？那個時候，北京過問不過問？難道香港就不會出現損害香港根本利益的事情？能夠設想香港就沒有干擾，沒有破壞力量嗎？我看沒有這種自我安慰的根據。如果中央把什麼權力都放棄了，就可能會出現一些混亂，損害香港的利益。所以，保持中央的某些權力，對香港有利無害。大家可以冷靜地想想，香港有時候會不會出現非北京出頭就不能解決的問題呢？過去香港遇到問題總還有個英國出頭嘛！總有一些事情沒有中央出頭你們是難以解決的。中央的政策是不損害香港的利益，也希望香港不會出現損害國家利益和香港利益的事情。要是有呢？所以請諸位考慮，基本法要照顧到這些方面。有些事情，比如一九九七年後香港有人罵中國共產黨，罵中國，我們還是允許他罵，但是如果變成行動，要把香港變成一個在『民主』的幌子下反對大陸的基地，怎麼辦？那就非干預不行。干預首先是香港行政機構要干預，並不一定要大陸的駐軍出動。只有發生動亂、大動亂，駐軍才會出動。但是總得干預嘛！」:215-222
1988年4月，《基本法》草案首稿公布，並隨即進行公眾諮詢工作，為期5個月；全國人民代表大會常務委員會在1989年2月批准草案第二稿，以便作進一步諮詢，草案反映很多第一輪諮詢所得意見:4。第二輪諮詢工作在1989年10月結束，起草委員會根據該輪諮詢結果，進一步修改《基本法》草案第二稿；最後，全國人民代表大會於1990年4月，正式通過《基本法》草案第二稿與特別行政區區旗、區徽圖案:4。《基本法》於1997年7月1日生效，是香港特別行政區憲制性法律文件，把「一國兩制 」創新概念以法律形式規定下來，清楚確定香港實行不同於內地之社會制度、經濟制度和政治體制，也保障香港市民生活方式、自由和權利，確保香港司法機構獨立運作，並讓香港全權處理外交和國防以外一切內部事務:4。香港也可以享有全面財政自主權和擁有獨立貨幣制度；維持香港特別行政區獨立關稅區地位，以及直接與世界各國攜手合作，打擊戰略商品交易、販毒和非法轉運，並且保護知識產權:4。
1989年5月31日，鄧小平〈組成一個實行改革的有希望的領導集體〉稱：「......一個好班子，搞改革開放的班子，就要明白地做幾件開放的事情。凡是遇到機會就不要丟，就是要堅持，要幹起來，要體現改革開放，大開放。我過去說過要再造幾個「香港」，就是說我們要開放，不能收，要比過去更開放。不開放就發展不起來。我們本錢少，但可以通過開放，增加就業，搞稅收，利用地皮得點錢，帶動發展各行各業，增加財政收入，獲得益處。以香港為例，對我們就是有益處的。如果沒有香港，起碼我們信息就不靈通。總之，改革開放要更大膽一些。......」:297
因此聲明簽署後，不少觸及中國神經或影響香港將來的政制改革及基建發展中國都認為是違反聲明的。因此聲明簽署後，中華人民共和國政府干預香港發展的情況屢見不鮮，例如興建新機場。
末代香港總督彭定康在政權移交前拋出之政改方案，顯然是步楊慕琦方案軌跡加以修改而制訂，是當年夭折政治改革之延續:151。
1996年3月24日，香港特別行政區第一屆政府推選委員會決議成立臨時立法會:11。臨時立法會的任期不得超越1998年6月30日:11。12月21日，推選委員會選出60位臨時立法會議員:11。1997年1月25日，臨時立法會在深圳舉行首次會議，其後臨時立法會及其屬下委員會所有會議均在深圳舉行，直至6月30日:11。

### 交接
1997年7月1日中華人民共和国根据《中華人民共和國政府和大不列顛及北愛爾蘭聯合王國政府關於香港問題的聯合聲明》对香港恢复行使主权。1997年7月1日當日，香港特別行政區成立，正式結束了长达156年的英治時期，並按照《基本法》落實「一國兩制」、「高度自治」、「港人治港」。大多數香港永久性居民獲得中國國籍，可申領香港特別行政區護照。

### 英方指责
1997年後，英國政府四度指責中國政府違反《中英聯合聲明》，當中兩次定性是「嚴重違反」（serious breach），英廷現認為中方已持續不遵守（ongoing non-compliance）聯合聲明。
2016年2月11日，英國外相夏文達在《香港半年報告》回應銅鑼灣書店事件：
縱本案全部事實尚未清楚，但至今我們所得的資訊表明，李生是在未有依據香港特區法律的正當程序下，非自願地被移送至內地。此嚴重違反中英聯合聲明，破壞確保香港居民受法律制度保障的「一國兩制」原則。
2020年7月1日，英國外相藍韜文在下議院就《香港國安法》發表聲明：
所以，議長閣下，今日本人雖沮喪但必須報告本院，是次由北京當局制定而強加於香港人民的法律，明顯並嚴重違反聯合聲明。
2020年11月12日，英國外相藍韜文就香港四名民主派立法會議員被褫奪資格一事發表聲明：
北京實施的新例令香港民選議員喪失資格，明顯違反具法律效力的中英聯合聲明。
2021年3月13日，英國外交、聯邦及發展事務大臣藍韜文就香港政治制度改革發表聲明：
北京議決劇變香港選舉制度以限制參政，是更進一步明顯違反具法律約束力的中英聯合聲明。……

中國當局不斷的行動意味本人必須報告，英國視中國正持續不遵守聯合聲明，顯示中國的諾言及行動的不一越來越大。

### 中方指責
2021年1月29日，中國外交部宣佈1月31日起不再承认BNO护照作为有效旅行证件，批評英國政府改變聯合聲明備忘錄的性質：
英方试图把大批港人变成二等英国“公民”，已经彻底改变了原来中英谅解的BNO性质。英国现在所谓的BNO已经不再是原来的BNO，中方不再承认所谓BNO护照作为旅行证件和身份证明，并保留采取进一步措施的权利 

## 現今地位
在1984年簽署及在聯合國備案的《中英聯合聲明》並沒有任何條文設定明確的失效日期，亦沒有條文提及中英兩國可單方面退出，當英國履行約定在1997年移交香港，中國當局卻從2014年開始提出《聯合聲明》“沒有現實意義”的論述，引起國際關注。
中華人民共和國國務院總理李克強于2014年6月16日啟程到訪英國，藉着與英方簽署多份總值逾2,300億港元的經濟協議之際，要求英方再簽署一份中英聯合聲明成果文件。多位专家认为双方将以《中英联合声明》签订30周年这一契机出台文件，商讨如何更有利于「一国两制」在香港落实的问题。前《基本法》草委、資深大律師李柱銘认为中華人民共和國欲借此利誘英國簽署同意現時香港的一國兩制方針運作良好，從而令國際社會不為香港發聲。最終，中华人民共和国政府和大不列颠及北爱尔兰联合王国政府於2014年6月17日发表联合声明。双方认为，按照“一国两制”方针和基本法维护和促进香港特别行政区的繁荣与稳定符合双方利益。
英國政府每半年向國會提交《香港問題半年報告》，匯報《中英聯合聲明》的實行情況。
2014年7月，英國下議院外交事務委員會開展題為「聯合王國與香港的關係：《聯合聲明》的30年後」的研訊，其中一項分析重點為英國外交及聯邦事務部對《聯合聲明》和《基本法》實施情況的監督，並計劃於12月訪問香港就聯合王國與香港的關係與各界人士交流。7月14日，中華人民共和國駐英國大使劉曉明及香港特别行政区政府香港駐倫敦經濟貿易辦事處處長吳麗敏分別向委員會覆函表明反對本次研訊，並要求委員會取消訪問香港。11月22日，中華人民共和國外交部駐香港特別行政區特派員公署特派員宋哲來函表明中方視委員會訪港為對「佔領中環」及其他非法活動的支持。委員會覆函表示訪港計劃不變。28日，中華人民共和國駐英國大使館公使倪堅親臨下院告知委員會主席奥塔威，中方將拒絕委員會入境香港。12月2日，下議院召開緊急辯論，幾乎所有發言議員均對中國連串封殺行動表達不同程度的憤怒。奥塔威批評，中方在早前會面向他暗示的立場是《聯合聲明》現已無效。這立場顯然不負責任和不正確，因為中華人民共和國政府承諾協議上訂明的政策維持五十年不變。
2014年12月3日，中華人民共和國外交部发言人华春莹主持例行记者会並回應說：「香港已于1997年回归中国，是中国的特别行政区。1984年的《中英联合声明》就中方恢复对香港行使主权和过渡期有关安排，对中英双方的权利义务作了清晰划分。英方对回归后的香港无主权，无治权，无监督权，不存在所谓‘道义责任’。英方有些人企图用所谓‘道义责任’混淆视听，干涉中国内政，是不可接受的，也不可能得逞。」17日，香港特别行政区政府政制及內地事務局局長譚志源在答覆香港特别行政区立法會議員提問時，除引述华春莹的上述回應外，亦補充說：「《聯合聲明》的宗旨和目的已經實現，由此可見，它需要履行的歷史任務可說是已經完成。」
2020年5月27日，美國國務卿蓬佩奧於公開表示他向美國國會報告並確認香港不再享有高度自治，並且香港不再繼續享有《美國－香港政策法》中賦予的特殊待遇。
2020年5月29日，由於此前《全國人民代表大會關於建立健全香港特別行政區維護國家安全的法律制度和執行機制的決定》通過，美國總統特朗普認為中華人民共和國將香港原來的一國兩制變成「一國一制」，違反《中英聯合聲明》，下令取消香港特殊貿易地位、制裁侵犯人權及損害香港自治的中港官員。
2020年7月8日，美國國務卿蓬佩奧指中華人民共和國政府當初保證讓香港維持高度自治及50年不變，但是外界現在都看到只是過了23年的情況，批評北京的承諾只是「空頭支票」。
2020年7月28日，歐洲聯盟27國發表共同聲明，對中國沒有履行其在《中英聯合聲明》所作的承諾表達嚴重關切，而設立《港區國安法》的舉動會破壞中歐之間的信任和關係。
2021年3月30日，為落實中共中央總書記習近平早前提出的「愛國者治港」要求第十三屆全國人民代表大會常務委員會通過決議，修改了《香港基本法》附件一和二：行政長官的產生辦法；立法會的產生辦法和表決程序。2021年香港政治制度改革引發香港及國際社會熱議，香港民主派將之視為香港民主進程的大幅倒退。美國、英國、加拿大、澳洲、紐西蘭、歐盟等多個國家譴責中華人民共和國政府顛覆香港選舉制度及摧毀一國兩制，完全違反《中英聯合聲明》。

## 效力爭議

### 港府屢稱落實聲明
香港特區政府自1997年7月1日成立至2000年代，曾多次強調堅決貫徹落實《中英聯合聲明》，並切實遵守「一國兩制」的原則。
政制事務局在1997年明確指出「《聯合聲明》和《基本法》為香港的發展奠下了穩固的基礎，切實執行這些文件的條文，尤其重要。此外，內地與香港特區，在符合《聯合聲明》和《基本法》有關特別行政區享有高度自治的規定的大前提下，發展和維持有建設性而互利的關係也是同樣重要的。」「我們致力確保《聯合聲明》和《基本法》得以切實執行。」律政司司長梁愛詩在亞太法協會議上發表演辭，提述「香港將來怎樣管、維持香港經濟、政治和法律制度不變，都在一九八四年十二月簽訂的《中英聯合聲明》中有所規定。這份有約束力的國際協議已經在聯合國登記存檔。《聯合聲明》保證香港特別行政區在一九九七年後的五十年奉行『一國兩制』。除國防和外交事務由中央人民政府負責外，特區享有高度的自治權」「《聯合聲明》保證香港現行法制得以延續，而《基本法》也重申這一點。」特區政府在2004年的新聞稿亦重申貫徹落實《中英聯合聲明》。

### 歷史文件論
2014年12月17日，政制及內地事務局局長譚志源在立法會回應質詢時稱《中英聯合聲明》已完成歷史任務。
2017年6月29日，英國外相鲍里斯·约翰逊在YouTube發表講話，強調英國在《聯合聲明》對香港的承諾，堅定尤如20年前。他堅信香港未來的成功取決於該條約所保障的權利與自由。
2017年6月30日，中華人民共和國外交部发言人陆慷主持例行记者会，被《環球時報》問及有關講話。陆慷說：「香港是中国的特别行政区，香港事务属于中国内政。1984年的《中英联合声明》就中方恢复对香港行使主权和过渡期有关安排作了清晰划分。现在香港已经回归祖国怀抱20年，《中英联合声明》作为一个历史文件，不具有任何现实意义，对中国中央政府对香港特区的管理也不具备任何约束力。英方对回归后的香港没有任何权利。」
英國外交及聯邦事務部發言人回應路透社時駁斥：「今天《中英聯合聲明》與三十多年前簽訂時一樣有效。這是一份有法律拘束力的條約，已向聯合國登記並繼續生效。作為締約方，聯合王國政府有責任密切監督它的施行。」
2017年9月7日，中華人民共和國外交部條約法律司司長徐宏出席香港國際法研討會，稱中國從未否認《聯合聲明》是一份協議，「不能說沒有（法律）效力」，但條約中英國沒有對回歸後的香港任何權力。《聯合聲明》附件一，是一項單方面聲明。
2019年7月，英國外相侯俊偉敦促中方尊重《中英聯合聲明》，否則不排除對中國實施制裁或驅逐其外交官。前香港總督彭定康亦稱英國有權討論香港的情況，認為中方否定《中英联合声明》是準備破壞條約的表現。
2019年8月20日，当日的新闻联播发表国际锐评，称《中英联合声明》为“过时无效文件”，引发争议。

2019年8月26日，七大工業國集團（G7）發表簡短聯合聲明，重申《中英聯合聲明》的存在與重要性。
| 七國集團重申有关香港的《1984年中英協定》的存在及重要性，並呼籲避免暴力。 The G7 reaffirms the existence and the importance of the 1984 Sino-British agreement on Hong Kong and calls for avoiding violence. |

2020年5月25日，中華人民共和國外交部發言人趙立堅稱《中英聯合聲明》與英方有關的權利和義務已經履行完畢。
2020年6月20日，英國駐華使館在微信公眾號發佈《關於香港問題的更正說明》一文，羅列中方圍繞香港議題的近期言論，逐一作出反駁，包括中方批評英國支持港獨，英文回應指，英國明確承認在一國兩制的框架下香港是中國的一部份，並重申《中英聯合聲明》至今仍然有效，又批評中國當局正在秘密草擬的《港區國安法》違背《中英聯合聲明》，且有進一步分裂香港脆弱的社會體系的風險。
不過，英國駐華使館這篇文章，因被指涉嫌違反相關法律及政策已遭微信刪除。

2020年6月23日，英國駐華大使館在英國政府網頁發布《关于香港问题的辟谣说明》，對中國官方媒體稱「中英联合声明是历史文件，不具备现实意义」作出闢謠回應：
| 中英联合声明是在联合国登记在案的具有法律效应的国际条约，自1985年6月12日至今仍有效。 这份中英两国之间的协议明确了香港的高度自治权，除外交和防御等事项，其享有的权利和自由50年不变（到2047年）。 声明称：「香港现有的社会和经济体系，以及生活方式将不会改变」，其中包括「权利和自由」。 中方的承诺，包括对权利和自由的表述，独立司法和法制，是香港保持繁荣和其生活方式的关键。 |

2020年7月1日，英國首相鮑里斯·約翰遜表示，中國制定並實施《香港國家安全法》明顯嚴重違反了《中英聯合聲明》。「這損害了香港的高度自治，與《香港基本法》有直接衝突。 該法威脅了《中英聯合聲明》保障的自由和權利。」
同日，中華人民共和国驻英国大使刘晓明会见英国外交部常务次官麦克唐纳称，《中英联合声明》的核心要义是确定中国收回香港。「联合声明没有任何一个字、任何一个条款赋予英国在香港回归后对香港承担任何责任。英国对回归后的香港无主权、无治权、无监督权。香港是中国的特别行政区，香港事务纯属中国内政，不容任何外来干涉。」

2020年7月2日，中华人民共和国外交部在其官网刊出《关于涉华人权问题的各种谬论及事实真相》，指涉港国安立法违反中方在《中英联合声明》中的承诺和义务纯属谬论，并表示，
| 中国政府治理香港的法律依据是中国宪法和香港基本法，与《中英联合声明》无关。随着1997年香港回归中国，《中英联合声明》中所规定的与英方有关的条款已全部履行完毕，英方对回归后的香港无主权、无治权、无监督权。 《中英联合声明》关于对港的基本方针政策是中方的政策宣示，已充分体现在全国人大所制定的基本法中。中方有关政策宣示不是对英方的承诺，而且这些政策都没有改变，中方会继续坚持。 |

中华人民共和国外交部曾於2017年6月表示《中英聯合聲明》現在是不具任何現實意義的「歷史文件」。然而在英国政府宣布自1月31日起调整后的英国国民（海外）（BNO）护照及签证政策正式生效后，中国外交部于1月29日例行记者会上称英方「违背承诺、严重侵犯中国主权、粗暴干涉香港事务和中国内政，严重违反国际法和国际关系基本准则。」对等自1月31日起，中方不再承认BNO护照作为旅行证件和身份证明，并保留采取进一步措施的权利。
但英國政府御用大律師指出中華人民共和國政府從未同意並簽署作為《中英聯合聲明》附件的英方備忘錄，英國政府亦認定全國人民代表大會秘密草擬、通過及實施《港版國安法》已經明顯嚴重違背中華人民共和國政府在《中英聯合聲明》維持香港權利和自由的表述、保障香港獨立司法及法制、實施高度自治的承諾。

## 未來
《香港特別行政區基本法》、一國兩制和「五十年不變」將於2047年6月30日限期完畢所衍生的憲制問題和1997年香港主權移交一樣，於社會造成輿論。

## 外部連結
- 《聯合聲明》原文（页面存档备份，存于）（繁體中文）
- 《The Joint Declaration》原文（页面存档备份，存于）（英文）
- Introduction to the Joint Declaration（英文）
- 鄧小平與戴卓爾夫人就香港問題的談判紀錄片（页面存档备份，存于）
- 英密件揭《聯合聲明》內情（页面存档备份，存于）